# Walter Zluhan
Walter Zluhan (* 14. August 1885; † 2. Mai 1969) war ein deutscher Kunsthändler.
Zluhan promovierte 1926 an der Rechtswissenschaftlichen Fakultät der Universität Tübingen. Später war er Leiter des Kunsthauses Schaller in Stuttgart, das sich unter ihm zu einem bedeutenden Förderer der zeitgenössischen Kunst im württembergischen Raum entwickelte. Nach Ende des Zweiten Weltkriegs baute er das 1944 völlig zerstörte Haus wieder auf.
1952 wurde er mit dem Verdienstkreuz am Bande der Bundesrepublik Deutschland ausgezeichnet.
Er war Schwager der Malerin Käte Schaller-Härlin. Seit dem Sommersemester 1904 war er Mitglied der Studentenverbindung  AV Igel Tübingen.